# Karlsruher SC
El Karlsruher Sport-Club, en alemán y oficialmente Karlsruher Sport-Club Mühlburg-Phönix e. V., es un club de fútbol alemán, de la ciudad de Karlsruhe, en Baden-Wurtemberg. Fundado el 6 de junio de 1894, actualmente juega en la 2. Bundesliga, la segunda división del fútbol nacional.

## Historia
Fue fundado el 6 de junio de 1894 con el nombre Karlsruher Fussball Club Phönix por miembros insatisfechos del club de gimnasia Karlsruher Turngemeinde. Se volvieron los más fuertes de la región, llegando a jugar en la Südkreis-Liga, siendo campeones en el año 1909. En 1912 se fusionaron con el KFC Alemannia (fundado en 1897) para crear al KFC Phönix (Phönix Alemannia).
Formaron parte de la Gauliga Baden, una de las 16 principales ligas creadas en Alemania por la reorganización del fútbol alemán durante el Tercer Reich. Solamente jugaron el aquella liga en 1936, pero retornaron luego de muchos años en donde fueron considerados como un equipo mediocre de la región. En la temporada de 1943/44 se unieron al Germania Durlach como un combinado de guerra llamado KSG (Kriegssportgemeinschaft) Phönix/Germania Karlsruhe. Luego del fin de la Segunda Guerra Mundial en 1946, retornaron a competir en la nueva primera liga llamada Oberliga Süd, terminando de 15º en su primera temporada. Al año siguiente descendió.
En 1952 se fusionó el entonces denominado Karlsruher FC Phönix con el club VfB Mühlburg. Además, el KSC tiene una sección de atletismo (fundada en 1922) y una de boxeo (fundada en 1959), pero más modesta que la sección de fútbol. Si bien ambas secciones tuvieron algunos atletas exitosos, pero con la excepción del decenio de 1990 con la lucha el boxeador Sven Ottke y actriz Heike Drechsler, a principios de 2000 el club sólo tuvo éxitos de importancia regional.

## Estadio

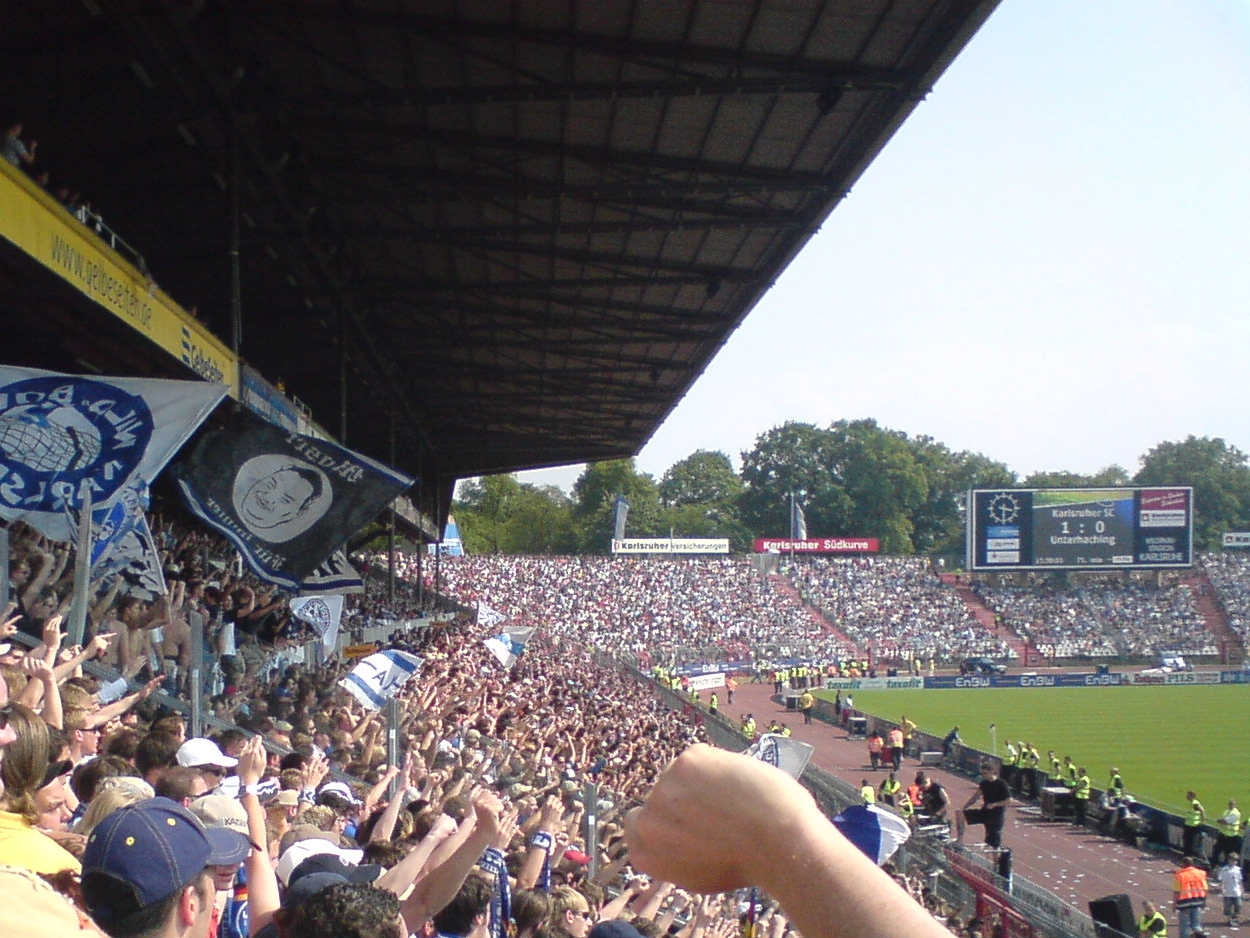
Hinchada del KSC

## Entrenadores
Lista de los entrenadores del Karlsruher SC desde 1952:

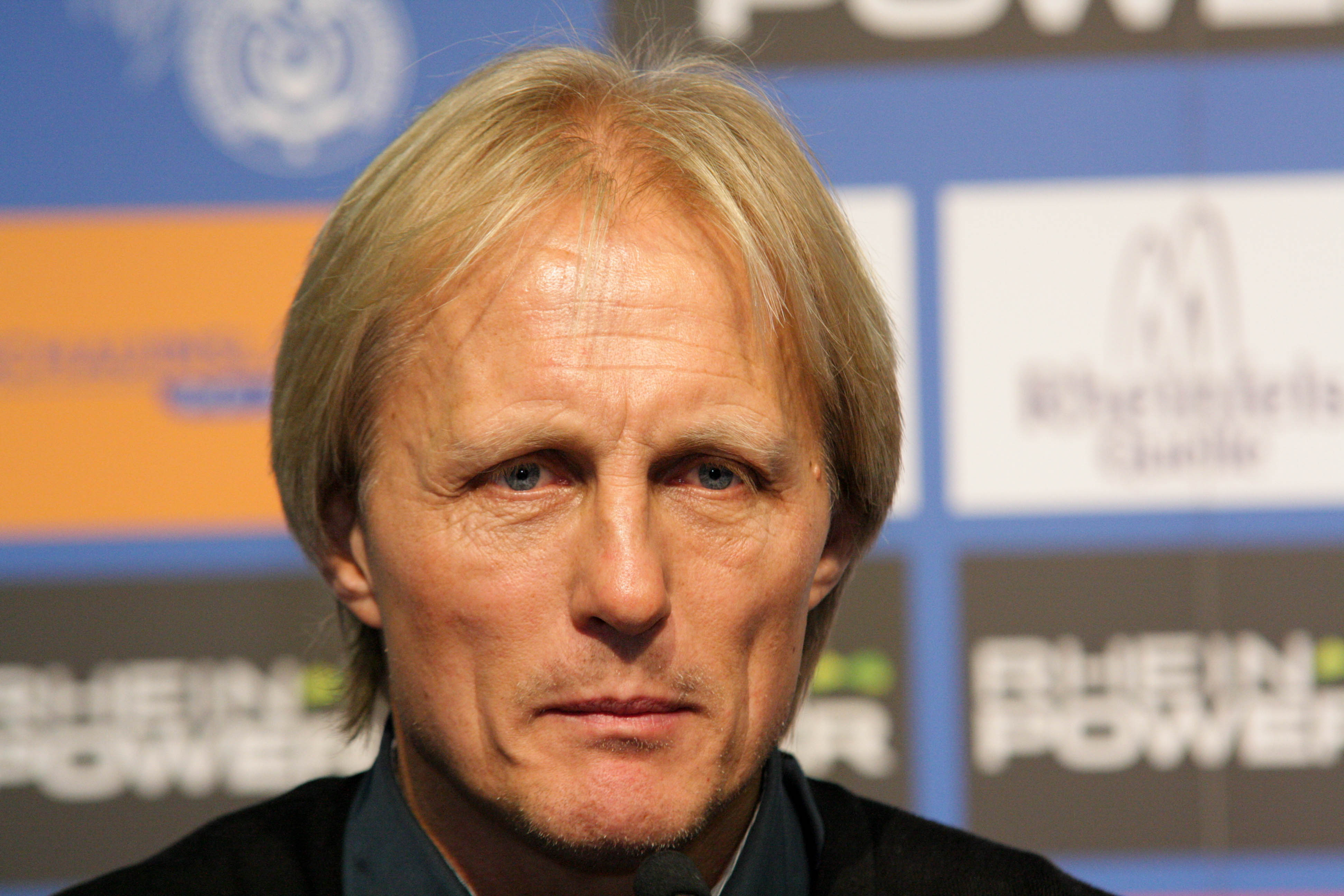
Jørn Andersen, entrenador desde noviembre de 2011 hasta marzo de 2012

| Entrenador                            | Periodo                                             |
| ------------------------------------- | --------------------------------------------------- |
| Adolf Patek                           | 1 de julio de 1953 – 30 de junio de 1959            |
| Eduard Frühwirth                      | 1 de julio de 1959 – 30 de junio de 1962            |
| Kurt Sommerlatt                       | 1 de julio de 1962 – 27 de enero de 1965            |
| Helmut Schneider                      | 28 de enero de 1965 – 18 de octubre de 1965         |
| Werner Roth                           | 19 de octubre de 1965 – 1 de noviembre de 1966      |
| Paul Frantz                           | 2 de noviembre de 1966 – 24 de octubre de 1967      |
| Georg Gawliczek                       | 25 de octubre de 1967 – 8 de febrero de 1968        |
| Herbert Widmayer                      | 9 de febrero de 1968 – 18 de febrero de 1968        |
| Bernhard Termath                      | 19 de febrero de 1968 – 30 de junio de 1968         |
| Kurt Baluses                          | 1 de julio de 1968 – 21 de mayo de 1971             |
| Heinz Baas                            | 1 de julio de 1971 – 30 de junio de 1973            |
| Carl-Heinz Rühl                       | 1 de julio de 1973 – 30 de junio de 1977            |
| Bernd Hoss                            | 1 de julio de 1977 – 26 de octubre de 1977          |
| Rolf Schafstall                       | 27 de octubre de 1977 – 30 de abril de 1978         |
| Walter Baureis                        | 16 de abril de 1978 – 30 de junio de 1978           |
| Manfred Krafft                        | 1 de julio de 1978 – 26 de noviembre de 1981        |
| Max Merke                             | 27 de noviembre de 1981 – 30 de junio de 1982       |
| Horst Franz                           | 1 de julio de 1982 – 31 de enero de 1983            |
| Lothar Strehlau                       | 1 de febrero de 1983 – 30 de junio de 1983          |
| Werner Olk                            | 1 de julio de 1984 – 22 de marzo de 1985            |
| Lothar Buchmann                       | 26 de marzo de 1985 – 25 de abril de 1986           |
| Rainer Ulrich                         | 31 de marzo de 1986 – 31 de mayo de 1986            |
| Winfried Schäfer                      | 1 de julio de 1986 – 25 de marzo de 1998            |
| Jörg Berger                           | 26 de marzo de 1998 – 26 de agosto de 1998          |
| Rainer Ulrich                         | 27 de agosto de 1986 – 15 de octubre de 1999        |
| Guido Buchwald                        | 16 de octubre de 1999 – 24 de octubre de 1999       |
| Joachim Löw                           | 25 de octubre de 1999 – 19 de abril de 2000         |
| Marco Pezzaiuoli                      | 18 de abril de 2000 – de 30 de junio de 2000        |
| Stefan Kuntz                          | 1 de julio de 2000 – 25 de septiembre de 2002       |
| Marco Pezzaiuoli                      | 27 de septiembre de 2002 – 30 de septiembre de 2002 |
| Lorenz-Günther Köstner                | 1 de octubre de 2002 – 11 de diciembre de 2004      |
| Reinhold Fanz                         | 28 de diciembre de 2004 – 4 de enero de 2005        |
| Edmund Becker                         | 13 de enero de 2005 – 19 de agosto de 2009          |
| Markus Kauczinski                     | 20 de agosto de 2009 – 3 de septiembre de 2009      |
| Markus Schupp                         | 3 de septiembre de 2009 – 31 de octubre de 2010     |
| Markus Kauczinsk                      | 1 de noviembre de 2010 – 21 de noviembre de 2010    |
| Uwe Rapolder                          | 22 de noviembre de 2010 – 1 de marzo de 2011        |
| Rainer Scharinger                     | 2 de marzo de 2011 – 31 de octubre de 2011          |
| Markus Kauczinski                     | 31 de octubre de 2011 – 6 de noviembre de 2011      |
| Jørn Andersen                         | 6 de noviembre de 2011 – 26 de marzo de 2012        |
| Markus Kauczinski                     | 27 de marzo de 2012 – 30 de junio de 2016           |
| Thomas Oral                           | 1 de julio de 2016 – 4 de diciembre de 2016         |
| Lukas Kwasniok                        | 5 de diciembre de 2016 – 2 de enero de 2017         |
| Mirko Slomka                          | 3 de enero de 2017 – 4 de abril de 2017             |
| Marc-Patrick Meister                  | 4 de abril de 2017 – 20 de agosto de 2017           |
| Christian Eichner y Zlatan Bajramović | 20 de agosto de 2017 – 29 de agosto de 2017         |
| Alois Schwartz                        | 29 de agosto de 2017 – 3 de febrero de 2020         |
| Christian Eichner                     | 3 de febrero de 2020 – presente                     |

## Temporadas recientes

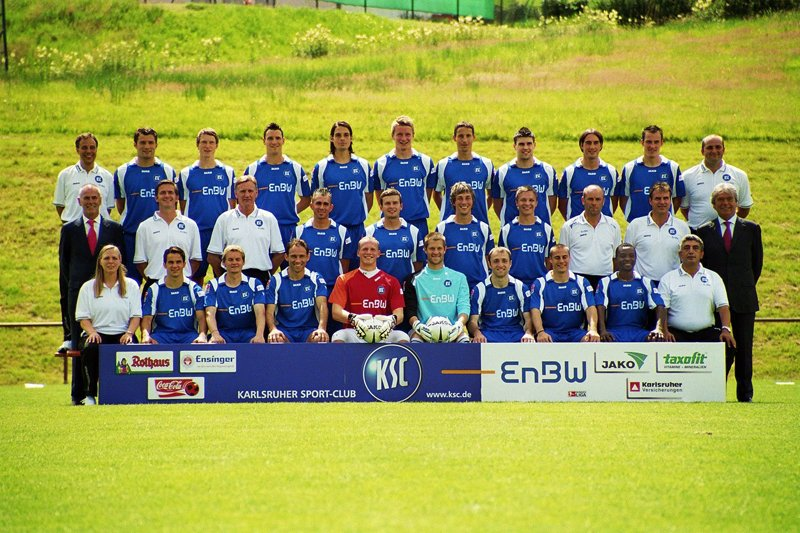
Plantilla del Karlsruher de 2007-2008.

Logo utilizado hasta 2004.

Temporadas desde 1999:
| Temporada | División         | Puesto |
| 99-2000   | 2. Bundesliga    | 18º↓   |
| 2000-01   | Regionalliga Süd | 1º↑    |
| 2001-02   | 2. Bundesliga    | 13º    |
| 2002-03   | 2. Bundesliga    | 13º    |
| 2003-04   | 2. Bundesliga    | 14º    |
| 2004-05   | 2. Bundesliga    | 11.º   |
| 2005-06   | 2. Bundesliga    | 6º     |
| 2006-07   | 2. Bundesliga    | 1º↑    |
| 2007-08   | 1. Bundesliga    | 11.º   |
| 2008-09   | 1. Bundesliga    | 17º↓   |
| 2009-10   | 2. Bundesliga    | 10.º   |
| 2010-11   | 2. Bundesliga    | 15º    |
| 2011-12   | 2. Bundesliga    | 16º↓   |
| 2012-13   | 3. Bundesliga    | 1º↑    |
| 2013-14   | 2. Bundesliga    | 5°     |
| 2014-15   | 2. Bundesliga    | 3°     |
| 2015-16   | 2. Bundesliga    | 7º     |
| 2016-17   | 2. Bundesliga    | 18º↓   |
| 2017-18   | 3. Bundesliga    | 3º     |
| 2018-19   | 3. Bundesliga    | 2º↑    |
| 2019-20   | 2. Bundesliga    | 15º    |
| 2020-21   | 2. Bundesliga    | 6º     |
| 2021-22   | 2. Bundesliga    | 12º    |
| 2022-23   | 2. Bundesliga    | 7º     |
| --------- | ---------------- | ------ |

## Uniforme
- Uniforme titular: Camiseta, pantaloneta y medias azules.
- Uniforme visitante: Camiseta blanca, pantaloneta y medias blancas.

| 1994-95 | 2013-14 | 2014-15 | 2015-16 | 2016-17 | 2017-18 | 2018-19 | 2019-20 |

## Palmarés

### Torneos nacionales (19)
- Campeonato de Alemania (1): 1909.
- Campeonato del Sur de Alemania (5): 1909, 1956, 1958, 1960, 1975.
- Südkreis-Liga (1): 1909.
- Bezirksliga Baden (1): 1933.
- Oberliga Süd (3): 1956, 1958, 1960.
- 2. Bundesliga (2): 1984, 2007.
- 2. Bundesliga South (1): 1975.
- Regionalliga Süd (2): 1969, 2001.
- 3. Bundesliga (1): 2013.
- Copa de Alemania (2): 1955, 1956
- Regional Cup Baden (2): 2013, 2017-18

### Torneos internacionales (1)
- Copa Intertoto de la UEFA (1): 1996

## Participación en competiciones europeas
| Temporada | Competición   | Ronda   | Club                     | Cómputo global | Ida        | Vuelta     |
| --------- | ------------- | ------- | ------------------------ | -------------- | ---------- | ---------- |
| 1993/94   | UEFA Cup      | 1R      | PSV                      | 2-1            | 2-1 (C)    | 0-0 (F)    |
| 1993/94   | UEFA Cup      | 2R      | Valencia CF              | 8-3            | 1-3 (F)    | 7-0 (C)    |
| 1993/94   | UEFA Cup      | 1/8     | Girondins Bordeaux       | 3-1            | 0-1 (F)    | 3-0 (C)    |
| 1993/94   | UEFA Cup      | 1/4     | Boavista FC              | 2-1            | 1-1 (F)    | 1-0 (C)    |
| 1993/94   | UEFA Cup      | 1/2     | Austria Salzburg         | 1-1 u          | 0-0 (F)    | 1-1 (C)    |
| 1995      | Intertoto Cup | Grupo 1 | Sheffield Wednesday FC   | 1-1            | 1-1 (C)    |            |
| 1995      | Intertoto Cup | Grupo 1 | FC Basel                 | 3-2            | 3-2 (F)    |            |
| 1995      | Intertoto Cup | Grupo 1 | Aarhus GF                | 3-0            | 3-0 (C)    |            |
| 1995      | Intertoto Cup | Grupo 1 | Górnik Zabrze            | 6-1            | 6-1 (F)    |            |
| 1995      | Intertoto Cup | 1/8     | FC Aarau                 | 2-1            | 2-1 nv (F) |            |
| 1995      | Intertoto Cup | 1/4     | Bursaspor                | 3-3 (6-5 ns)   | 3-3 (F)    |            |
| 1995      | Intertoto Cup | 1/2     | Girondins Bordeaux       | 2-4            | 0-2 (C)    | 2-2 (F)    |
| 1996      | Intertoto Cup | Groep 9 | CS Universitatea Craiova | 1-0            | 1-0 (C)    |            |
| 1996      | Intertoto Cup | Groep 9 | Spartak Trnava           | 1-1            | 1-1 (F)    |            |
| 1996      | Intertoto Cup | Groep 9 | Daugava Riga             | 2-1            | 2-1 (F)    |            |
| 1996      | Intertoto Cup | Groep 9 | Cukaricki Belgrado       | 3-0            | 3-0 (C)    |            |
| 1996      | Intertoto Cup | 1/2     | Lierse SK                | 5-2            | 3-2 (F)    | 2-0 (C)    |
| 1996      | Intertoto Cup | F       | Standard Lieja           | 3-2            | 0-1 (F)    | 3-1 (C)    |
| 1996/97   | UEFA Cup      | 1R      | Rapid Bucarest           | 4-2            | 0-1 (F)    | 4-1 (C)    |
| 1996/97   | UEFA Cup      | 2R      | AS Roma                  | 4-2            | 3-0 (C)    | 1-2 (F)    |
| 1996/97   | UEFA Cup      | 1/8     | Brøndby IF               | 3-6            | 3-1 (F)    | 0-5 (C)    |
| 1997/98   | UEFA Cup      | 1R      | Anorthosis Famagusta     | 3-2            | 2-1 (C)    | 1-1 (F)    |
| 1997/98   | UEFA Cup      | 2R      | FC Metz                  | 3-1            | 2-0 (F)    | 1-1 (C)    |
| 1997/98   | UEFA Cup      | 1/8     | Spartak Moscú            | 0-1            | 0-0 (C)    | 0-1 nv (F) |

## Rivalidades
Su máximo rival es el FC Kaiserslautern. Otras rivalidades son Waldhof Mannheim y VfB Stuttgart.
Mantiene una rivalidad con el otro club de la ciudad: Karlsruher FV, club que también ha salido campeón de la liga alemana.

## Mayores presencias
|    | Jugador           | País     | Partidos | Estado   |
| -- | ----------------- | -------- | -------- | -------- |
| 1  | Michael Harforth  | Alemania | 374      | Retirado |
| 2  | Gunther Metz      | Alemania | 330      | Retirado |
| 3  | Emanuel Günter    | Alemania | 326      | Retirado |
| 4  | Rudolf Wimmer     | Alemania | 301      | Retirado |
| 5  | Lars Schmidt      | Alemania | 288      | Retirado |
| 6  | Srecko Bogdan     | Croacia  | 265      | Retirado |
| 7  | Wilfried Trenkel  | Alemania | 261      | Retirado |
| 8  | Rainer Schütterle | Alemania | 258      | Retirado |
| 9  | Burkhard Reich    | Alemania | 258      | Retirado |
| 10 | Rainer Ulrich     | Alemania | 250      | Retirado |